# Provincia de Şırnak
La provincia de Şırnak es una de las 81 provincias de Turquía.
La provincia stá situada en el sureste de Turquía, dentro del Kurdistán. Es una región con multitud de ríos, incluyendo el Tigris, Hezil, Çaglayan y el Kızılsu . En la zona se encuentra el monte Cudi (2089 m), considerado uno de los probables emplazamientos (junto al monte Ararat, también enclavado en Turquía) donde el Arca de Noé finalmente reposó en tierra. El famoso poeta y sufí kurdo del siglo XVI Melaye Ciziri (Melayê Cizîrî) nació en esta región. Su capital es Şırnak.